# Hjalmar Bergstrøm
Hjalmar Bergstrøm (Copenaghen, 1868 – Copenaghen, 1914) è stato un drammaturgo e scrittore danese.

## Biografia
Hjalmar Bergstrøm nacque a Copenaghen nel 1868.
Più che all'opera narrativa, con la quale esordì nella letteratura, deve la sua notorietà alle vivaci e piacevoli commedie, alle quali dedicò gran parte della sua carriera, e che, nel teatro danese di fine secolo, si distinsero per l'ironia e per l'audacia realistica, al  punto da essere spesso censurate: Via della Zecca 39 (Montergade 39, 1904) e Lynggard et Co. (1905), commedie di costume borghese; Karen Bornemann (1907), un dramma incentrato su una libera figura femminile; Il vello d'oro (Det gyldne skin, 1908), ispirato ad un episodio della vita dello scultore Bertel Thorvaldsen; Le nozze di Ida (Idas bryllup, 1911: scritta nel 1902, era stata in un primo tempo rifiutata).
I lavori successivi Insieme nella danza (Med i dansen, 1911), La via verso Dio (Vejen til Gud, 1912), espressero nuovi interessi e desideri di Bergstrøm,e coniugando fantasia e realismo, manifestarono inquietudini religiose e sociali.
Insieme a Henrik Pontoppidan adattò alla scena il racconto di quest'ultimo: Lille rødhaette (Cappuccetto rosso, 1900).
Postumi vennero rappresentati nel 1915 il dramma Il giorno della prova (Provens Dag), e la commedia Ciò di cui si parla (Hvad man talor om).
Hjalmar Bergstrøm morì a Copenaghen nel 1914.

## Opere
- Via della Zecca 39 (Montergade 39, 1904);
- Lynggard et Co. (1905);
- Karen Bornemann (1907);
- Il vello d'oro (Det gyldne skin, 1908);
- Le nozze di Ida (Idas bryllup, 1911);
- Insieme nella danza (Med i dansen, 1911);
- La via verso Dio (Vejen til Gud, 1912);
- Il giorno della prova (Provens Dag, 1915);
- Ciò di cui si parla (Hvad man talor om, 1915).